# Estrecho del Príncipe Regente
El estrecho del Príncipe Regente (en inglés, Prince Regent Inlet) es un estrecho marítimo localizado en el norte de Canadá, en el archipiélago ártico canadiense, entre la isla Somerset y la península Brodeur de la isla de Baffin. 
Administrativamente, sus aguas y las costas que bañan pertenecen al territorio autónomo de Nunavut, Canadá.

## Geografía
El estrecho del Príncipe Regente conecta las aguas del estrecho de Lancaster, al norte, con el golfo de Boothia al sur, y discurre con una anchura bastante uniforme en dirección SO-NE, siendo su longitud de unos 230 km. Accediendo a sus aguas desde el estrecho de Lancaster, su inicio está marcado por la línea entre el cabo York (isla de Baffin) y el cabo Clarence (isla Somerset), con una anchura de unos 99 km. 
Sus aguas son muy profundas y no hay ninguna isla o islote en él.

### Ribera oriental
En la ribera oriental, yendo en dirección sur, está limitado por la costa occidental de la península Brodeu, con el Jackson Inlet, los puertos Bowen y Neill, la bahía McBean, el cabo Kaye, la bahía Fitxgerald y el cabo Kater, que señala el inicio del golfo de Boothia. 

### Ribera occidental
El estrecho tiene en este punto una anchura de unos 130 km, hasta punta Possesion, en la costa oriental de la isla Somerset. Comienza aquí la ribera occidental del estrecho, con el Hazard Inlet (en cuyo interior está Fort Ross), y sigue en dirección norte hasta el cabo Garry, que señala el comienzo de la amplía bahía Creswell, que finaliza, de nuevo en el estrecho, en punta Fury; sigue después un tramo de costa casi recto, con los pequeños entrantes de las bahías de Two Rivers,  Batty y Elwin y, ya al final, el puerto Leopold, en el interior del Whaler Inlet, e inmediatamente, de nuevo el cabo Clarence, que marca el final del estrecho.

## Historia

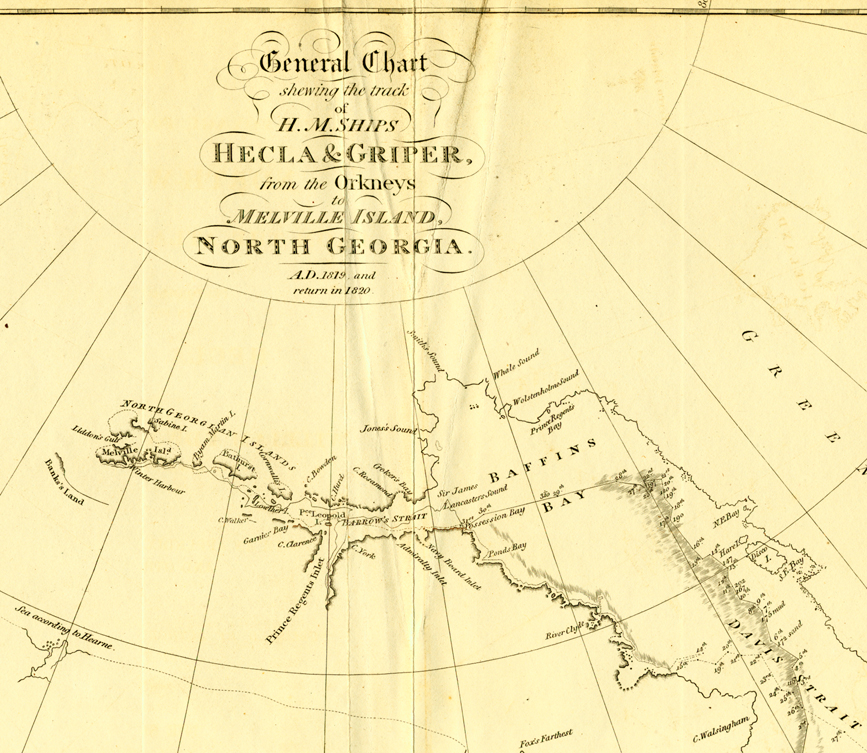
Carta del viaje del HMS Hecla & Griper (1819-20).

El primer occidental que navegó por las aguas del estrecho fue el explorador británico y capitán de la Marina Real Británica, William Edward Parry, en su segunda expedición de 1819-20 al ártico en búsqueda del paso del Noroeste. Parry, que ya había estado en el ártico con John Ross (explorador ártico), logró el mando de una nueva expedición ártica formada por dos barcos, el HMS Hecla, de 375 ton., a su mando, y el HMS Griper, de 180 ton., al mando del teniente Liddon. Partieron de Inglaterra en mayo de 1819 y el 4 de agosto llegaron al Lancaster Sound, que libre de hielo, les permitió avanzar rápidamente hacia el oeste, hasta los 74° 16'N. En ese momento tuvieron un problema de navegación no conocido hasta entonces, motivado por la proximidad del polo norte magnético que hacia imposible el uso de la brújula. Debieron orientarse mediante navegación celeste, y en los días en que el cielo no estaba claro, solamente auxiliados por la dirección de los cambiantes vientos. Se internaron en el estrecho del Príncipe Regente pero los hielos les obligaron a dar la vuelta, al Lancaster Sound, prosiguiendo de nuevo hacia el oeste hasta isla Melville. En ese viaje Parry recorrió un total de unos 1100 km avanzando siempre al oeste, en lo que es el principal tramo del paso del Noroeste.